# 东成镇 (儋州市)
东成镇，是中华人民共和国海南省儋州市下辖的一个乡镇级行政单位。

## 行政区划
东成镇下辖以下地区：
长坡社区、茅坡村、吴村、中心村、周坊村、大坡村、迈格村、里仁村、流坡村、书村、东成村、番陈村、平地村、赛脚村、高荣村、加悦村、洪山村、崖碧村、文柏村和抱舍村。